# Hot Docs
El Festival Internacional de Cine Documental de Canadá Hot Docs (normalmente abreviado como Hot Docs) es el mayor festival de cine documental de Norteamérica. El evento tiene lugar anualmente en Toronto, Ontario, Canadá. La 26ª edición del festival tuvo lugar del 25 de abril al 5 de mayo de 2019 y contó con una programación de 234 películas y 18 proyectos interdisciplinarios de todo el mundo.
Además del festival, Hot Docs administra múltiples fondos de producción y ejecuta programas de proyección durante todo el año, incluyendo Doc Soup y Hot Docs Showcase. 

## Premios
El festival entrega premios anualmente en las siguientes categorías:
- Premio de la audiencia.
- Premios especiales.
- Premios de la industria.[4]